# کلسیم در زیست‌شناسی
یون کلسیم (Ca۲+) در کاراندام‌ و زیست‌شیمی یاخته‌های زیست‌اندامگان (ارگانیسم) نقش دارد. این یون‌ها نقش مهمی در مسیرهای ترارسانی پیام بر عهده دارد، که در آنجا به عنوان پیام‌رسان دوم عمل می کند، و در انتقال پیام‌رسان عصبی پی‌یاخته‌ها، انقباض انواع یاخته‌های ماهیچه‌ای و لقاح نقش دارد. بسیاری از زی‌مایه‌ها برای هم‌عامل به کلسیم نیاز دارد، از جمله چندین عامل انعقادی. کلسیم برون‌یاخته‌ای همچنین برای حفظ اختلاف پتانسیل در غشای یاخته تحریک‌پذیر و همچنین شکل‌گیری مناسب استخوان مهم است.

## انسان

مصرف کلسیم رژیم غذایی جهانی در بزرگسالان (میلی‌گرم در روز)

| سن        | کلسیم (میلی‌گرم در روز) |
| --------- | ---------------------- |
| ۱–۳ سال   | ۷۰۰                    |
| ۴–۸ سال   | ۱۰۰                    |
| ۹–۱۸ سال  | ۱۳۰۰                   |
| ۱۹–۵۰ سال | ۱۰۰۰                   |
| > ۵۱ سال  | ۱۰۰۰                   |
| بارداری   | ۱۰۰۰                   |
| شیردهی    | ۱۰۰۰                   |

### منبع‌های غذایی
وبگاه وزارت کشاورزی آمریکا جدولی دربارهٔ کلسیم در غذایی، در هر اندازه‌های معمول مانند هر ۱۰۰ گرم یا هر وعدهٔ طبیعی ارائه کرده‌است.
| غذا ، کلسیم در ۱۰۰ گرم          |
| ------------------------------- |
| پارمسان ( پنیر ) = ۱۱۴۰ میلی‌گرم |
| پودر شیر = ۹۰۹ میلی‌گرم          |
| پنیر سفت بز = ۸۵۹ میلی‌گرم       |
| پنیر چدار = ۷۲۰ میلی‌گرم         |
| ارده paste = ۴۲۷ میلی‌گرم        |
| شیرهٔ قند = ۲۷۳ میلی‌گرم          |
| بادام = ۲۳۴ میلی‌گرم             |
| کلم سبز = ۲۳۲ میلی‌گرم           |
| کلم برگ = ۱۵۰ میلی‌گرم           |
| شیر بز = ۱۳۴ میلی‌گرم            |
| کنجد بی‌پوست = ۱۲۵ میلی‌گرم       |
| شیر گاو بی‌چربی = ۱۲۲ میلی‌گرم    |
| ماست شیر کامل = ۱۲۱ میلی‌گرم     |

| غذا ، کلسیم در ۱۰۰ گرم                |
| ------------------------------------- |
| فندق = ۱۱۴میلی‌گرم                     |
| پنیر سویای نرم = ۱۱۴ میلی‌گرم          |
| سبزی چغندر = ۱۱۴ میلی‌گرم              |
| اسفناج = ۹۹ میلی‌گرم                   |
| ریکوتا (پنیر شیر بی‌خامه) = ۹۰ میلی‌گرم |
| عدس = ۷۹ میلی‌گرم                      |
| نخود = ۵۳ میلی‌گرم                     |
| تخم‌مرغ آب‌پز = ۵۰ میلی‌گرم              |
| پرتقال = ۴۰ میلی‌گرم                   |
| شیر مادر = ۳۳ میلی‌گرم                 |
| برنج سفید دانه‌بلند = ۱۹ میلی‌گرم       |
| گوشت گاو = ۱۲ میلی‌گرم                 |
| ماهی روغن = ۱۱ میلی‌گرم                |

## پی‌نوشت و منبع
1. ↑  Brini, Marisa; Ottolini, Denis; Calì, Tito; Carafoli, Ernesto (2013). "Chapter 4. Calcium in Health and Disease".  In Astrid Sigel, Helmut Sigel and Roland K. O. Sigel (ed.). Interrelations between Essential Metal Ions and Human Diseases. Metal Ions in Life Sciences. Vol. 13. Springer. pp. 81–137. doi:10.1007/978-94-007-7500-8_4. ISBN 978-94-007-7499-5. PMID 24470090.
2. ↑  Brini, Marisa; Call, Tito; Ottolini, Denis; Carafoli, Ernesto (2013). "Chapter 5 Intracellular Calcium Homeostasis and Signaling".  In Banci, Lucia (ed.). Metallomics and the Cell. Metal Ions in Life Sciences. Vol. 12. Springer. pp. 119–68. doi:10.1007/978-94-007-5561-1_5. ISBN 978-94-007-5560-4. PMID 23595672. electronic-book شابک ‎۹۷۸−۹۴−۰۰۷−۵۵۶۱−۱ ISSN 1559-0836 electronic-ISSN 1868-0402
3. ↑  Institute of Medicine (US) Committee to Review Dietary Reference Intakes for Vitamin D Calcium; Ross, A. C.; Taylor, C. L.; Yaktine, A. L.; Del Valle, H. B. (2011). Dietary Reference Intakes for Calcium and Vitamin D, Chapter 5 Dietary Reference Intakes pages 345-402. Washington, D.C: National Academies Press. doi:10.17226/13050. ISBN 978-0-309-16394-1. PMID 21796828.
4. ↑  Balk EM, Adam GP, Langberg VN, Earley A, Clark P, Ebeling PR, Mithal A, Rizzoli R, Zerbini CA, Pierroz DD, Dawson-Hughes B (December 2017). "Global dietary calcium intake among adults: a systematic review". Osteoporosis International. 28 (12): 3315–3324. doi:10.1007/s00198-017-4230-x. PMC 5684325. PMID 29026938.
5. ↑  "Food Composition Databases Show Nutrients List". USDA Food Composition Databases. United States Department of Agriculture: Agricultural Research Service. Archived from the original on 2 June 2020. Retrieved November 29, 2017.
6. ↑  "SR Legacy Nutrient Search". usda.gov. Retrieved April 7, 2020.